# Оболонь (село)
Оболо́нь — село в Україні, центр Оболонської сільської громади Кременчуцького району Полтавської області. Колишній районний центр. Населення становить 2183 особи. Орган місцевого самоврядування — Оболонська сільська рада. Сільський голова — Пустовойтов Борис Васильович.
Наприкінці XIX століття Оболонь — містечко, волосний центр Хорольського повіту.

## Географія
Село Оболонь знаходиться на берегах річки Крива Руда, вище за течією за 2 км розташоване село Червоний Лиман, нижче за течією примикає село Наталенки.
Село поділяється річкою Крива Руда (Рудка) на 2 частини «Низ» і «Гора».

## Назва
Слово «оболонь» має старослов'янське походження і означає «заплавні луки, заплави, низові рівнини біля річок, озер, ставків».

## Історія

### Заснування села
Село Оболонь засноване наприкінці 1740-х рр. генеральним бунчужним Дем'яном Васильовичем Оболонським на місці слобідки Самосідовки, яка до цього існувала кілька десятиліть.
У 1720-х Самосідовка знаходилась на території Лубенського полку і була спірною між бунчуковим товаришем, відомим мемуаристом Гетьманщини Яковом Андрійовичем Марковичем та Лукомським сотником Мартином Кириловичем Кодинцем, хоча володів нею фактично саме Маркович.
На початку 1740-х на землі поблизу Самосідовки став претендувати представник генеральної старшини Дем'ян Васильович Оболонський, у якого, за однією з версій, предки походили з цієї місцевості. 1744 Оболонський добивається свого: указом російської імператриці Єлизавети йому були надані Горошине на річці Сулі та Вишняки на річці Хоролі. Це й спричинило претензії Оболонського на навколишні землі і дрібні поселення поблизу містечка Горошина, зокрема, на Самосідовку.
1746 Дем'ян Оболонський виграє суд проти Якова Марковича, за постановою якого Маркович втрачав право володіння Самосідовкою і Криворудським хутором. І хоча Маркович ще боровся за свої володіння, подаючи апеляції, врешті, Оболонський відбирає Самосідовку і заселяє її територію. Так з'явилось нове поселення Оболонь, яке стає належати Миргородському полку. Спочатку жителі поселились переважно на вищому південному березі річки Кривої Руди (Рудки), де були кращі ґрунти.
1753 за ревізією Миргородського полку в с. Оболонь проживало 138 сімей володільницьких посполитих Оболонського у 23 хатах з дворами та в 99 бездвірних хатах. З них бідних селянських родин було 49, а 89 — дуже бідних. Відомо за цією ж ревізією, що в Оболоні тоді вже була церква. Імовірно, церква була дерев'яною. Побудова цегляного Спасо-Преображенського храму належить до пізнішого часу (поч. 19 ст.).

За цією ж ревізією 1753 при хуторі генерального бунчужного Оболонського була 21 хата, у яких проживала 31 сім'я. Це була сільська біднота у бездвірних хатах. Локалізувати цей хутір сьогодні важко, але імовірно він знаходився понад річкою Крива Руда.

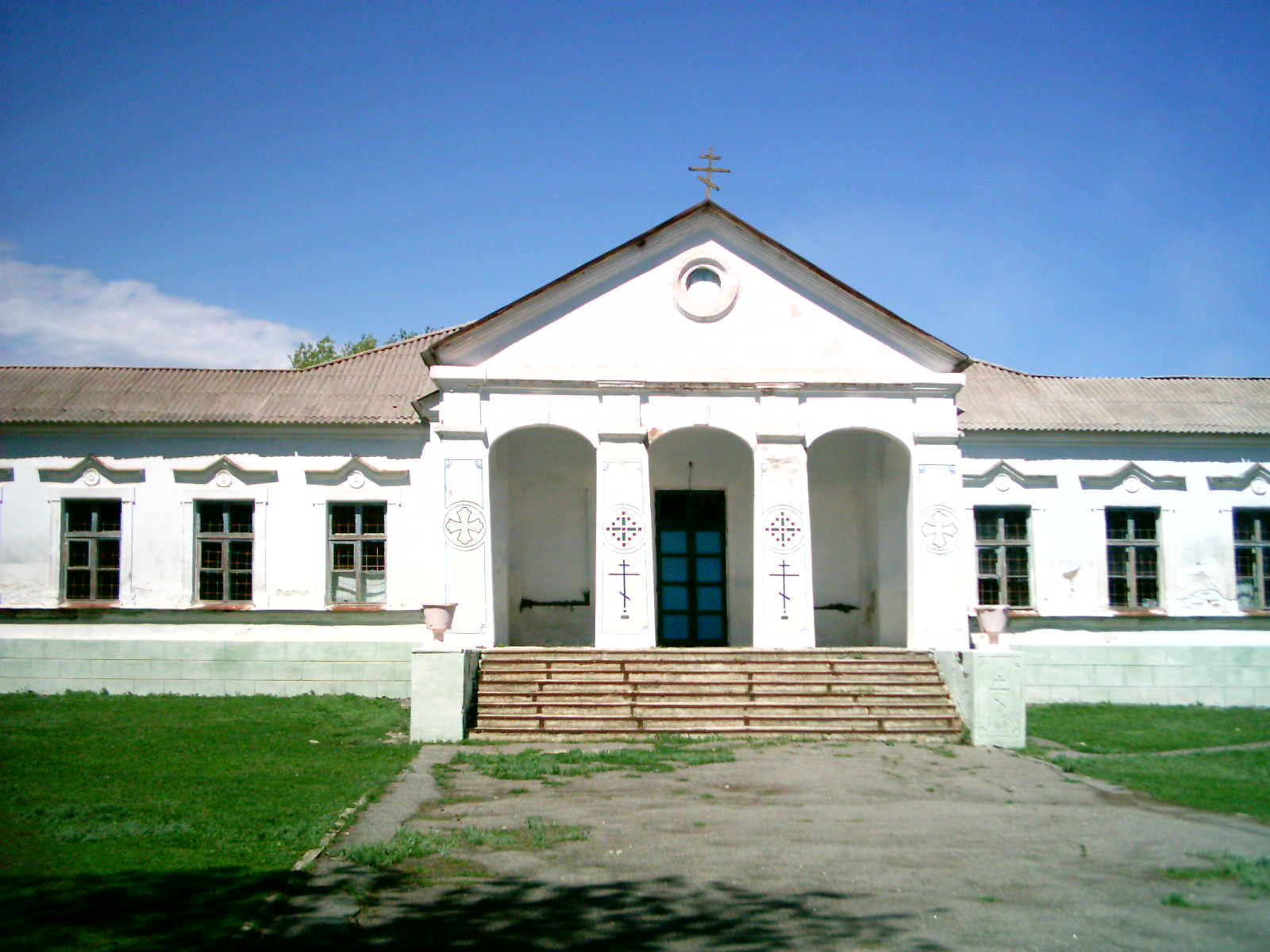
Будинок Позенів у с. Оболонь. Автор фото Костенко Анатолій.

Оболонському вдалося захопити частину козацького містечка Горошина й прилеглих до нього поселень: фактично козацький Горошин належав Лубенському полку, а селяни, що потрапили в залежність до Оболонського — Миргородському полку. Володільницьких посполитих містечка Горошина, що були в залежності від Оболонського, за ревізією 1753 р. нараховувалось 138 сімей у 68 хатах з дворами та 57 бездвірних хатах.
До кінця 1740-х рр., імовірно, належить й заснування Д. В. Оболонським села Дем'янівка. За ревізією 1753 у Дем'янівці проживала 61 сім'я.

### У XIX столітті
На початку 19 ст. син засновника села Дем'ян Дем'янович Оболонський стає фундатором цегляного Спасо-Преображенського храму. За даними клірової книги Полтавської єпархії 1902 р. церква в Оболоні була збудована 1810 р. За даними «Збірника необхідних відомостей про парафії Полтавської єпархії» (1895 р.) у храмі був додатковий престол на честь свята Благовіщення Пресвятої Богородиці.
В першій половині 19 ст. село Оболонь переходить у власність Михайла Позена. Тоді ж поміщик М. Позен переселив усіх кріпаків з найкращих ґрунтів (з «Гори») за річку Криву Руду (Рудку) на «Низ», на заболочені землі і пустирі.
В родині Позенів народився Леонід Володимирович Позен (1849—1921 рр.), видатний український скульптор.
Наприкінці XIX століття містечко Оболонь — волосний центр Хорольського повіту.

### У XX столітті
У 1923 — 1962 Оболонь — центр однойменного району. У містечку Оболонь у 1920-х рр. проживало понад 4000 осіб.
Село постраждало внаслідок геноциду українського народу, проведеного урядом СРСР у 1932—1933 та через голод 1946—1947.
У ході другої світової війни село окуповане німцями у вересні 1941, з 1 вересня 1942 ввійшло до Хорольського ґебіту, 23 вересня 1943 звільнене від нацистської окупації.

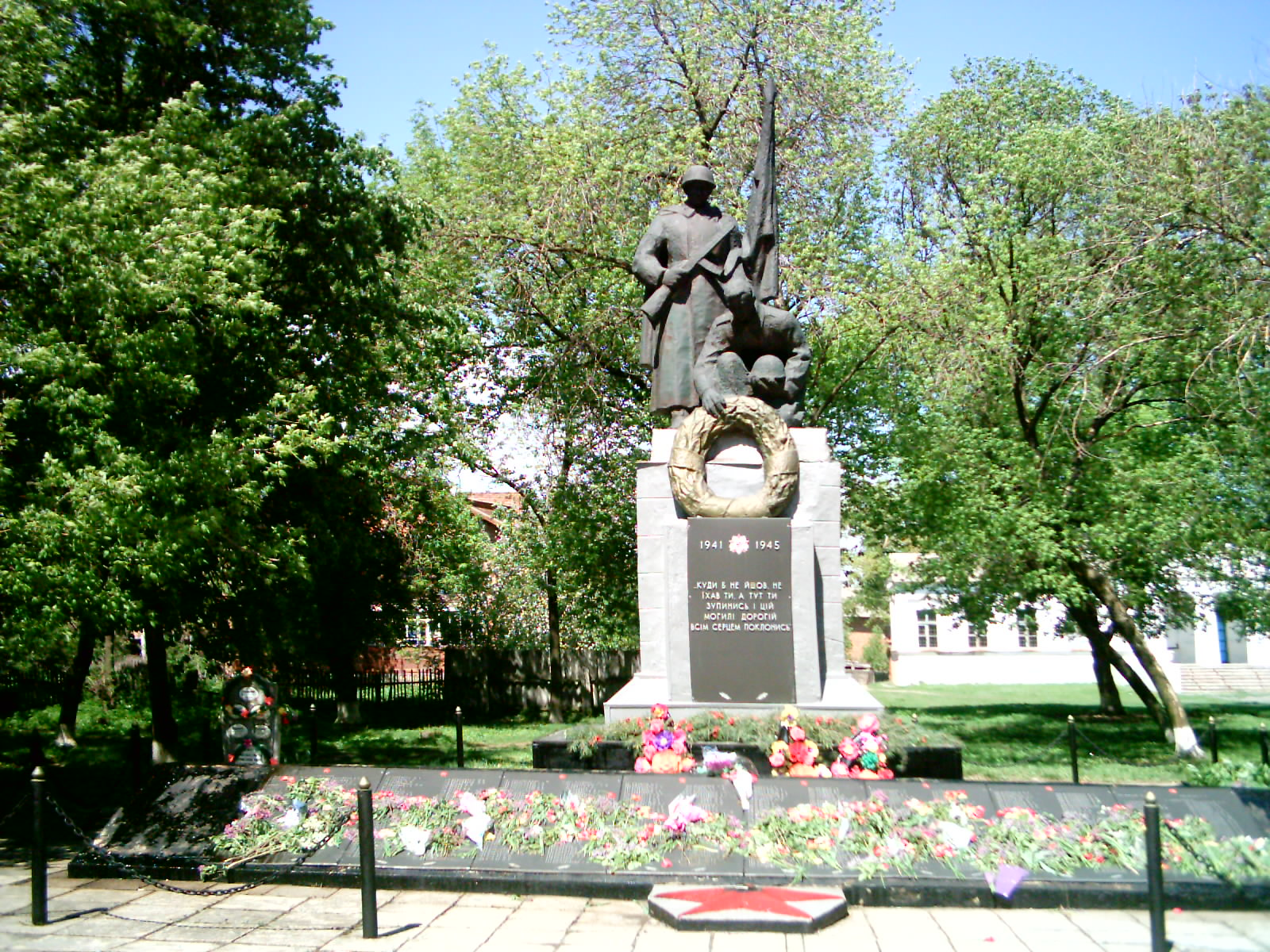
Пам'ятник загиблим воїнам у с. Оболонь. Автор фото Костенко Анатолій.

У 2 половині XX ст. через атеїстичну політику радянської влади було зруйновано Спасо-Преображенську церкву.
Тоді ж, у післявоєнний час, збудовано «на горі» середню школу і будинок культури.

## Населення

### Мова
Розподіл населення за рідною мовою за даними перепису 2001 року:
| Мова            | Кількість | Відсоток |
| --------------- | --------- | -------- |
| українська      | 2145      | 98.26%   |
| російська       | 31        | 1.41%    |
| вірменська      | 2         | 0.09%    |
| білоруська      | 2         | 0.09%    |
| румунська       | 1         | 0.05%    |
| польська        | 1         | 0.05%    |
| інші/не вказали | 1         | 0.05%    |
| Усього          | 2183      | 100%     |

## Репресовані радянською владою односельці
1. Вереміївський Юхим Дмитрович — 1882 року народження, місце народження: Полтавська обл. с. Оболонь Семенівського р-ну, національність: українець, соціальне походження: із селян, останнє місце проживання: с. Оболонь, останнє місце роботи: Колгоспник, Заарештований 21 листопада 1937 р., Засуджений Особливою трійкою при УНКВС Полтавської обл. 30 листопада 1937 р. за ст. 54-10 ч. 1 КК УРСР до 8 років позбавлення волі.
2. Білоус Максим Ілліч — 1900 року народження, місце народження: Полтавська обл. с. Оболонь Семенівського р-ну, національність: українець, соціальне походження: із селян, останнє місце проживання: с. Оболонь, останнє місце роботи: Колгоспник, Заарештований 21 листопада 1937 р., Засуджений Особливою трійкою при УНКВС Полтавської обл. 30 листопада 1937 р. за ст. 54-10 ч. 1 КК УРСР до 8 років позбавлення волі.
3. Білоус Іван Ілліч — 1902 року народження, місце народження: Полтавська обл. с. Оболонь Семенівського р-ну, національність: українець, соціальне походження: із селян, останнє місце проживання: с. Оболонь, останнє місце роботи: Колгоспник, Заарештований 21 листопада 1937 р., Засуджений Особливою трійкою при УНКВС Полтавської обл. 3—4 грудня 1937 р. за ст. 54-10 ч. 1 КК УРСР до 8 років позбавлення волі.
4. Горбатко Іван Харитонович — 1881 року народження, місце народження: Полтавська обл. с. Оболонь Семенівського р-ну, національність: українець, соціальне походження: із селян, останнє місце проживання: с. Оболонь, ув’язнений в’язниці № 1 м. Сталіно (м. Донецьк) Сталінської (Донецької) обл., Засуджений військовим трибуналом військ НКВС Донецької обл. на 8 років ВТТ з позбавленням прав на 5 років.
5. Герасименко Григорій Іванович — 1917 року народження, місце народження: Полтавська обл. с. Оболонь Семенівського р-ну, національність: українець, соціальне походження: із селян, останнє місце проживання: с. Оболонь, останнє місце роботи: Учень СШ, Заарештований 23 червня 1936 р., Засуджений Харківським обласним судом 25—29 вересня 1936 р. за ст. ст. 54-10 ч. 2, 54-11 КК УСРР до 5 років позбавлення волі, Помер 16 лютого 1938 р. в установі виконання покарань.
6. Демиденко Іван Іванович — 1918 року народження, місце народження: Полтавська обл. с. Оболонь Семенівського р-ну, національність: українець, соціальне походження: із селян, останнє місце проживання: с. Оболонь, останнє місце роботи: Навчався у 9 класі Оболонської СШ, Заарештований 18 квітня 1936 р., Засуджений Харківським обласним судом 25—29 вересня 1936 р. за ст. ст. 54-10 ч. 1, 54-11 КК УСРР до 7 років позбавлення волі, Помер у в'язниці 16 березня 1938 р.
7. Дикун Іван Васильович — 1895 року народження, місце народження: Полтавська обл. с. Оболонь Семенівського р-ну, національність: українець, соціальне походження: із селян, останнє місце проживання: с. Оболонь, останнє місце роботи: черговий посту рудничного транспорту шахти № 19, Заарештований 18 січня 1938 р., Засуджений трійкою УНКВС по Донецькій обл. до розстрілу з конфіскацією майна.
8. Діденко Микита Михайлович — 1900 року народження, місце народження: Полтавська обл. с. Оболонь Семенівського р-ну, національність: українець, соціальне походження: із селян, останнє місце проживання: Полтавська обл. с. Нова Олександрівка Семенівського р-ну, останнє місце роботи: Колгоспник, Заарештований 24 вересня 1937 р., Засуджений Особливою трійкою при УНКВС Харківської обл. 29 вересня 1937 р. за ст. 54-10 ч. 1 КК УРСР до 10 років позбавлення волі., Термін покарання відбував у Південному таборі НКВС СРСР (м. Улан-Уде, Республіка Бурятія, Російська Федерація).
9. Діденко Леонтій Йосипович — 1906 року народження, місце народження: Полтавська обл. с. Оболонь Семенівського р-ну, національність: українець, соціальне походження: із селян, останнє місце проживання: Полтавська обл. с. Ковалівка Полтавського р-ну, останнє місце роботи: Різноробочий радгоспу, Заарештований 20 березня 1937 р., Засуджений Лінійним Судом ст. Полтава. 5 червня 1937 р. за ст. 54-10 КК УРСР до 6 років позбавлення волі з поразкою в правах на 3 роки.
10. Дрозд Григорій Опанасович — 1916 року народження, місце народження: Полтавська обл. с. Оболонь Семенівського р-ну, національність: українець, соціальне походження: із селян, останнє місце проживання: с. Оболонь, останнє місце роботи: Друкар районної газети, Заарештований 18 квітня 1937 р., Засуджений Харківським обласним судом 25—29 вересня 1937 р. за ст. ст. 54-10 ч. 1, 54-11 КК УРСР до 3 років позбавлення волі. Усі архівні кримінальні справи на репресованих зберігаються в архіві Територіального управління Служби Безпеки України в Полтавській області, задля отримання доступу до архівної кримінальної справи достатньо звернутися до територіального УСБУ шляхом надіслання заяви, доступ до архівних кримінальних справ громадянам України гарантовано на підставі ст. 5 Закону України «Про доступ до архівів репресивних органів комуністичного тоталітарного режиму 1917—1991 років» від 21.05.2015 року.
11. Дяченко Степан Макарович — 1894 року народження, місце народження: Полтавська обл. с. Оболонь Семенівського р-ну, національність: українець, соціальне походження: із селян, останнє місце проживання: с. Оболонь, останнє місце роботи: колгоспник, Заарештований 7 вересня 1937 р., Засуджений Особливою трійкою при УНКВС Харківської обл. 1 жовтня 1937 р. за ст. 54-10 ч. 1 КК УРСР до 10 років позбавлення волі., Термін покарання відбував у таборах НКВС м. Вязьма Смоленської обл. (Російська Федерація).

### У XXI столітті
До початку XXI ст. в Оболоні діяло дві школи, одну з яких, дев'ятирічну («на низу») закрили у 2000-х рр.

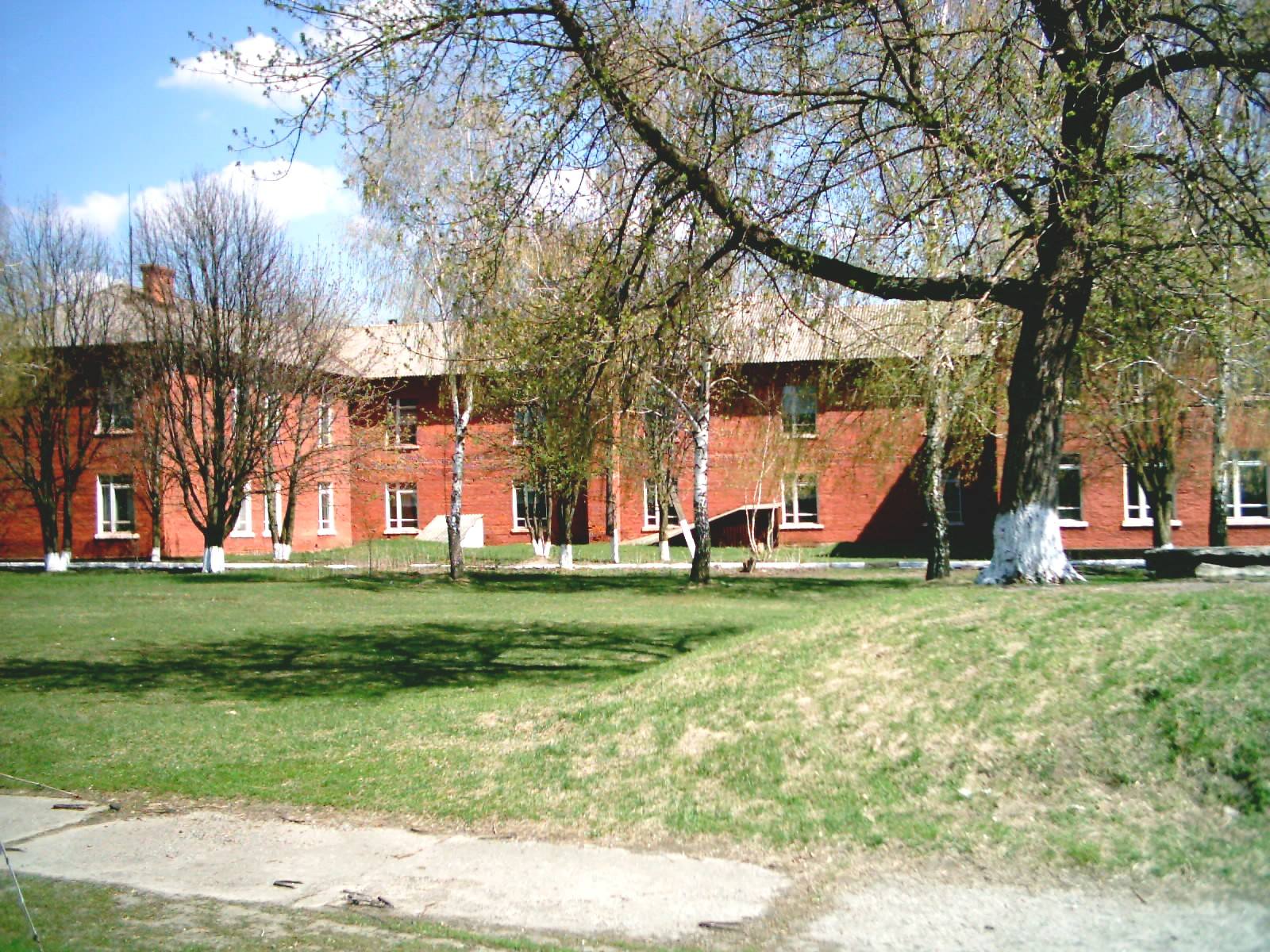
Оболонська загальноосвітня школа І—ІІІ ст. Автор фото Костенко Анатолій.

Директор школи — Кайдалова Ольга Василівна, заступник директора — Литвиненко Сергій Петрович.
2017 було створено Оболонську об'єднану територіальну громаду, до якої увійшли населені пункти Оболонської (с. Оболонь, с. Наталенки, с. Тукали, с. Зікранці) та Іванівської (с. Іванівка) сільрад. У 2020 у громаду ввійшли ще 16 сіл.

## Економіка
- ПП «Оболонь». (Valars)
- ТОВ «Райагробуд», цегельний завод.
- Оболонське міжгосподарське інкубаторно-птахівниче підприємство.
- ТОВ «Агрис».

## Об'єкти соціальної сфери
- Ліцей.
- Дитячий садочок.
- Будинок культури.

## Цікавинки
- Оболонський кратер — кратер діаметром 20 км у районі села Оболонь, що утворився внаслідок метеоритного удару близько 169 ± 7 мільйонів років тому. Нині район кратера заповнений різними породами, глиною, а на поверхні — ґрунтом. Тож виявити і частково дослідити його вдалося лише завдяки геологічним розвідкам.
- На захід від села розташований гідрологічний заказник «Солоне», на південний схід — заказник «Гракове».

## Відомі люди
- Бейкул Станіслав Петрович (1941—2012) — генеральний директор «КиївПасТранс» протягом 20 років, генеральний директор корпорації «Укрелектротранс», депутат Київської міської ради шести скликань, нагороджений орденом «Дружби народів», заслужений працівник електро транспорту України.
- Білоус Володимир Іванович — український скульптор, заслужений художник України.
- Гапон Світлана Василівна (1958 р. н.) — доктор біологічних наук, професор кафедри ботаніки, екології та методики навчання біології Полтавського національного педагогічного університету імені В. Г. Короленка. У 1960-х — 1970-х рр. проживала в с. Оболонь і навчалась в Оболонській середній школі.
- Женченко Віктор Васильович (1936, Оболонь) — співак, поет і перекладач. Заслужений артист України. Заслужений діяч мистецтв України. Почесний громадянин села Оболонь.
- Капацій Роман Володимирович (1979—2015) — учасник українсько-російської війни, брав участь у бойових діях на Донбасі (2015 р.). Був поранений, потрапив у полон, де зазнав катувань. У дуже важкому стані звільнений за обміном полонених у липні 2015 р. Помер у госпіталі від ран. Перед призовом до війська проживав у с. Великі Сорочинці на Полтавщині, був багатодітним батьком. Один із двох уродженців села, які полягли в російсько-українській війні. В пам'ять про Романа Капація в 2016 р. одну з вулиць села названо його іменем. А також 24 серпня 2016 р. відкрито пам'ятну дошку на пам'ятному знаку учасникам війн і локальних конфліктів.
- Клименко Євген Олександрович — молодший сержант Збройних сил України, учасник російсько-української війни (герой-доброволець). Загинув у серпні 2014 р. на Донбасі. В Оболоні 23 серпня 2015 р. йому відкрито пам'ятну дошку при відкритті пам'ятника учасникам війн і локальних конфліктів.
- Корж Анатолій Володимирович (6 серпня 1947 — 31 січня 2019) — народний депутат України І скликання, помічник Президента України (1997 — 2005).
- Корж Олексій Олександрович (1924—2010 рр.) — видатний український учений-медик, лікар ортопед-травматолог, академік, доктор медичних наук, професор. Більша частина життя його пройшла у Харкові.
- Лящук Тимофій Андрійович; народ. 24 березня 1930 р. — український і радянський художник, графік, педагог, професор (1978), заслужений діяч мистецтв УРСР (з 1969 р.).
- Назарець Прокіп Іванович — заслужений лікар УРСР. Одна з вулиць села Оболонь названа на його честь і в пам'ять про нього.
- Павленко Гурій Михайлович (1870, Оболонь) українець, із селян, малописьменний. Проживав у с. Оболонь. Без певних занять. Заарештований 27 липня 1937. Засуджений Особливою трійкою при УНКВС Харківської обл. 11 вересня 1937. за ст. 54-10 ч. 1 КК УРСР до розстрілу. Вирок виконано 1 жовтня 1937. Реабілітований Полтавською обласною прокуратурою 5 червня 1989.
- Павленко Іван Якович (1917, Оболонь), українець, із селян, освіта неповна середня. Проживав у с. Оболонь. Учень. Заарештований 18 квітня 1936. Засуджений Харківським обласним судом 25—29 вересня 1936. за ст.ст. 54-10 ч. 1, 54-11 КК УСРР до 6 років позбавлення волі. Реабілітований Полтавською обласною прокуратурою 11 вересня 1991. Мав сім"ю в якій були мати, батько та брат Павленко Микола Якович.
- Павленко Олексій Гуревич (1893, Оболонь), українець, із службовців, освіта середня спеціальна. Проживав у м. Кременчук Полтавської обл. Викладач технікуму. Заарештований 22 березня 1938. Засуджений Особливою трійкою при УНКВС Полтавської обл. 25 березня 1938 за ст.ст. 54-10 ч. 1, 54-11 КК УРСР до розстрілу з конфіскацією особистого майна. Вирок виконано 28 травня 1938 у м. Полтава. Реабілітований Полтавським обласним судом 20 червня 1958 р.[2]
- Перепеляк Іван Михайлович — український поет, завідувач сектором художньої літератури і козацького фольклору Науково-дослідного Центру козацтва імені гетьмана Мазепи, Заслужений діяч мистецтв України, доктор педагогічних наук, професор. Голова Харківської обласної організації Національної спілки письменників України.
- Позен Леонід Володимирович — український скульптор, дійсний член Петербурзької академії мистецтв. Автор пам'ятника І. П. Котляревському в Полтаві. Одна з вулиць села Оболонь названа на честь Позена.
- Руденко Анатолій Іванович — лікар-терапевт, сімейний лікар. Почесний громадянин села Оболонь.
- Сербин Іван Іванович — генерал-майор авіації, учасник II світової війни.
- Стовбир Валерій Васильовович (нар. 02.12.1956, Оболонь) — український музикант, джазовий виконавець, викладач Полтавського музичного училища, лауреат VII Всесоюзного конкурсу артистів естради, Заслужений артист України (1999).
- Черевко Кім Михайлович (1936, Оболонь — †25 травня 2008) — український державний діяч, чиновник, господарник, міський голова Кіровограда у 1977—86 роки.